# Anja Seng
Anja Seng (* 2. Mai 1973 in Hannover) ist eine deutsche Wirtschaftswissenschaftlerin und Unternehmerin. Seit 2002 ist sie Professorin für Personalmanagement an der FOM Hochschule.

## Leben
Seng legte 1992 das Abitur in ihrer Heimatstadt Hannover ab.

### Wissenschaftliche Laufbahn
Seng studierte von 1992 bis 1997 an der Georg-August-Universität Göttingen und schloss dort als Diplom-Kauffrau ab; 1994 bis 1995 machte sie ein Auslandsstudium (Economics) an der University of Exeter. Ihr Doktoratsstudium Internationales Personalmarketing leisete sie an der Wirtschaftsuniversität Wien.
Seit September 2002 ist Seng an der FOM – Hochschule für Oekonomie und Management in Essen tätig. Von 2002 bis 2007 arbeitete sie dort als freiberufliche Dozentin. Seit 2007 ist sie Professorin für Allgemeine Betriebswirtschaftslehre mit dem Schwerpunkt Personalmanagement und seit 2018 Wissenschaftliche Direktorin des Institut für Public Management. Seit 2022 hat sie die Gesamtstudienleitung „Digitales Live Studium“ inne.

### Unternehmerische Tätigkeit
2003 gründete sie die Personalberatung Seng Personal Management.

### Ehrenamtliches Engagement
2017 war Seng Gründungsmitglied der Initiative Women into Leadership (IWiL) und ist seither Mentorin dort. Seit 2020 ist sie Auditorin des Essener Bündnisses für Familien. Seit Oktober 2022 Präsidentin des Vereins FidAR – Frauen in die Aufsichtsräte, der sich für Geschlechterparität in Führungs- und Kontrollgremien deutscher Unternehmen einsetzt. Seit 2023 Mitglied im Beirat des Netzwerk Frauen- und Geschlechterforschung NRW. Seng ist Mitglied im Kuratorium von Total E-Quality und bei Zonta International.

## Veröffentlichungen
- Anja Seng: Erwartungen potentieller Bewerber/innen als Grundlage einer gezielten Nachwuchsrekrutierung im internationalen Personalmanagement. (Dissertation). Privus-Verl. Hüffmeier, Hannover 2002, ISBN 978-3-926000-12-5.
- Anja Seng, Laura Fiesel, Bianca Krol: Erfolgreiche Wege der Rekrutierung in Social Networks. Hrsg.: Bianca Krol (= KCS Schriftenreihe. Band 4). MA Akademie Verlags- und Druck-Gesellschaft mbH, 2012, ISSN 2191-3366 (fom.de [PDF]).
- Anja Seng, Laura Fiesel, Bianca Krol: Erste Schritte auf dem Weg zum erfolgreichen Social Media Recruitung. Hrsg.: Reiner Bröckermann, Werner Pepels (= Das neue Personalmarketing – Employee Relationship Management als moderner Erfolgstreiber. Band 1). 2. Auflage. Berliner Wissenschafts-Verlag, Berlin 2013, ISBN 978-3-8305-3159-3, S. 305–328.
- Anja Seng, Laura Fiesel, Christian Rüttgers: Akzeptanz der Frauenquote. Hrsg.: Bianca Krol (= KCS Schriftenreihe. Band 6). MA Akademie Verlags- und Druck-Gesellschaft mbH, April 2013, ISSN 2191-3366 (fom.de [PDF]).
- Anja Seng, Gerrit Landherr: Vielfalt leben und Vielfalt gestalten. Diversity Management in der Lehre. Hrsg.: Bianca Krol (= Ifes Schriftenreihe. Band 11). MA Akademie Verlags- und Druck-Gesellschaft mbH, Essen 2015, ISBN 978-3-89275-402-2 (fom.de [PDF]).
- Seng, A., Lahn, A.: Anwendung von digitalem und physischem Kanban in der öffentlichen Verwaltung: Reflexion der Aktions- und Handlungsforschung des Projekts AgilKom. In: Bernd Beispiel (Hrsg.): Gesellschaft für Arbeitswissenschaft. Tagungsband Frühjahrskongress 2021. Arbeit HumaAIne gestalten. GfA-Press, Dortmund 2021.
- Seng, A., Lippmann, R.: Stimmt die Chemie in der Chemie? In: R. Berger (Hrsg.): Frauen in der chemischen Industrie. Klartext Verlag, Essen 2021.